# جيسوس مارتينيز
جيسوس مارتينيز (بالإنجليزية: Jesús Martínez)‏ (و. 1952 – م) هو لاعب كرة قدم، من المكسيك، ولد في المكسيك، شارك في بطولة كأس العالم لكرة القدم 1978.

## مسيرته الكروية
لعب جيسوس مارتينيز خلال مسيرته الاحترافية مع ناديين في خمسة مواسم وسجل خلالها هدفين أثنين ضمن 120 مباراة. ولم يفز بأي موسم بالكأس أو بالدوري.
خاض جيسوس مارتينيز مسيرته مع نادي لاجونا ‏ في موسم 1975–76 لمدة موسم واحد، مشاركًا في 33 مباراة ولم يسجل أي هدف. ثم انتقل إلى نادي أمريكا في موسم 1976–77 ليلعب معه أربعة مواسم، حيث شارك في 87 مباراة سجل خلالها هدفين.

## روابط خارجية
- جيسوس مارتينيز على موقع الاتحاد الدولي (مؤرشف)  (الإنجليزية)
- جيسوس مارتينيز على موقع قاعدة بيانات كرة القدم.إي يو (الإنجليزية)
- جيسوس مارتينيز على موقع ناشيونال فوتبول تيمز (الإنجليزية)
- جيسوس مارتينيز على موقع Soccerway.com (الإنجليزية)
- جيسوس مارتينيز على موقع عالم كرة القدم.نت (الإنجليزية)